# 노무라 증권
노무라 증권 주식회사(野村證券株式会社, Nomura Securities Co., Ltd.)는 일본 최대의 증권사로, 일본 도쿄도 주오구 니혼바시에 본사를 두고 있다.

## 개요
1918년(다이쇼 7년)에 노무라 가문 2대손인 노무라 도쿠시치가 설립한 오사카 노무라 은행(大阪野村銀行, 현 리소나 은행, 구 다이와 은행) 증권부가 1925년(다이쇼 14년) 12월 25일에 독립하여 오사카시 히가시구(현 오사카시 츄오구, 현 오사카지점 위치)에서 개업하였다. '조사의 노무라, 정보의 노무라'라고 불렸으며, 풍부한 정보력 및 정확하고 민첩한 분석으로 '노르마증권'이라는 별명을 얻을 정도로 영업력을 갖춰 현재와 같은 영업력을 갖출 기틀을 다져 나갔다.
1941년 일본 최초로 투자신탁업무를 인가받았으며 1946년 도쿄로 본사를 옮겼다. 1949년 도쿄증권거래소 정회원이 되었다(당시 사장 오카무라 츠나오). 세가와 미노루가 사장이었던 1961년 도쿄증권거래소, 오사카증권거래소, 나고야증권거래소에 상장하였으며, 1965년 조사부가 독립하여 (주)노무라종합연구소(NRI)를 설립하였다. 제2차 세계 대전 후 노무라 증권의 토대를 닦은 것은 '다이아몬드 경영'을 표방한 오쿠무라 사장과 세가와 사장이었으며, 또한 세가와 사장으로부터 경영권을 넘겨받은 키타우라 키이치로 사장은 이를 더욱 견고히 하여 기업의 국제화에 크게 이바지하였다. 노무라 증권의 국제지향적 경향은 창업 당시부터 전해 내려온 전통이기도 하나, 키타우라 사장의 철저한 국제화 정책에 힘입은 바가 크다.
1991년 주식거래에 따른 손실보상문제로 인해 당시 사장이었던 타부치 요시히사가 사임하였다. 1997년 불량주주에 대한 이익공여사건에 의해 당시 사장이었던 사카마키 히데오가 사입하는 등, 주식업계의 도덕성을 훼손한 사건도 많았다.
2001년 지주회사법에 따라 노무라증권과 지주회사인 노무라홀딩스로 분할하였다. 현재 노무라 증권그룹의 중심 역할을 하고 있다. 옛 노무라 증권이 노무라홀딩스(지주회사)로 형태를 바꾸고, 신노무라 증권이 신설되어 기존에 노무라증권이 담당했던 증권 및 부대업무를 담당하게 됨으로 인해 자산 등의 이전이 이루어졌다.
최근 몇 년 사이에는 노무라종합연구소의 싱크탱크 부문 및 리서치 부문을 재편성하였고, 금융 싱크탱크 및 리서치 기능의 인하우스화를 목적으로 금융경제연구소를 설립하였으며, 노무라홀딩스 산하에 별도로 노무라자본시장연구소를 설립하였다. 노무라 증권은 기타 금융기관과 일정한 거리를 유지하며 일본이 국가정책을 통해 장려하는 종합금융회사와는 차이를 둔 형태를 갖추고 있다. 단, UFJ신탁은행 및 미츠비시신탁은행(두 은행은 현재 미츠비시UFJ은행으로 통합)등과 신탁분야에서 협력하는 등 미츠비시UFJ파이낸셜그룹과는 긴밀한 관계를 유지하고 있다.